# Science-Fiction-Jahr 2001
Übersicht

◄◄ | ◄ | 1997 | 1998 | 1999 | 2000 | Science-Fiction-Jahr 2001 | 2002 | 2003 | 2004 | 2005 | ► | ►►

Weitere Ereignisse

## Ereignisse
- Die Retro Hugo Awards für das Jahr 1950 wurden vergeben.
- Metropolis wird in das Weltdokumentenerbe in Deutschland aufgenommen.